# 杨文广

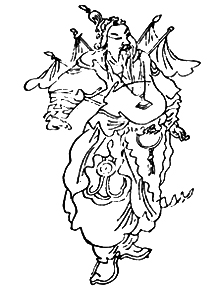
杨文广

杨文广（？—1074年），字仲容，并州太原（今山西太原）人，北宋抗辽将領杨业之孙，与其祖杨业、父杨延昭三代并称名将，号“杨家将”。

## 生平
杨文广祖父杨业，云州观察使判代州兼三交驻泊兵马部署，在雍熙北伐中力尽被俘，绝食殉国，追赠检校太尉、大同军节度使；父杨延昭，莫州防御使、高阳关副都部署，病死任上。杨文广以父荫补官。宋仁宗庆历三年（1043年），韩琦西征，杨文广以班行（即三班奉职，从九品武阶）从討賊張海，以功授殿直（正九品武阶）。皇祐四年（1052年），彰化军节度使、宣徽南院使、荊湖北路宣抚使、提举广南東、西路經制賊盜事狄青南征侬智高，以知德顺军（在泾原路）杨文广为广南西路兵马钤辖，知宜州、邕州。积功升至左藏库使（从七品武阶）、带御器械（皇帝身边扈从，带其职用以增加威名）。
宋英宗治平年间（1064年－1067年），皇帝谈起杨文广，称其为名将之后，又有战功，于是提拔其为成州团练使（从五品），加龙卫神卫四厢都指挥使（侍卫亲军司中龙卫、神卫两军的统兵官，带其职用以增加威名），三年，加捧日天武四廂都指揮使。神宗即位，升兴州防御使（从五品）、秦鳳路馬步軍副都總管。司徒兼侍中、陝西經略使、判永興軍事韩琦命其在筚篥筑城，杨文广声称在喷珠筑城，然后急行军到达筚篥完成筑城，西夏兵來時宋軍已有備，只好退兵，楊文廣乘勢遣將追擊，斬獲甚多，收到诏书褒奖，并受赐封衣、金帶、銀鞍勒马。后又知泾州、镇戎军，转任定州路馬步軍副都总管，加侍卫亲军步軍司都虞候（侍卫亲军步军统兵官之一，仅次于步军都指挥使、副都指挥使，号称三衙管军之一）。
宋神宗熙宁七年（1074年），辽国遣使要求重定代州边界，杨文广上书献阵图及收复燕云十六州的方略。朝廷还没答复，十一月，杨文广即病死任上，八年四月赠同州观察使（正五品）。

## 家庭

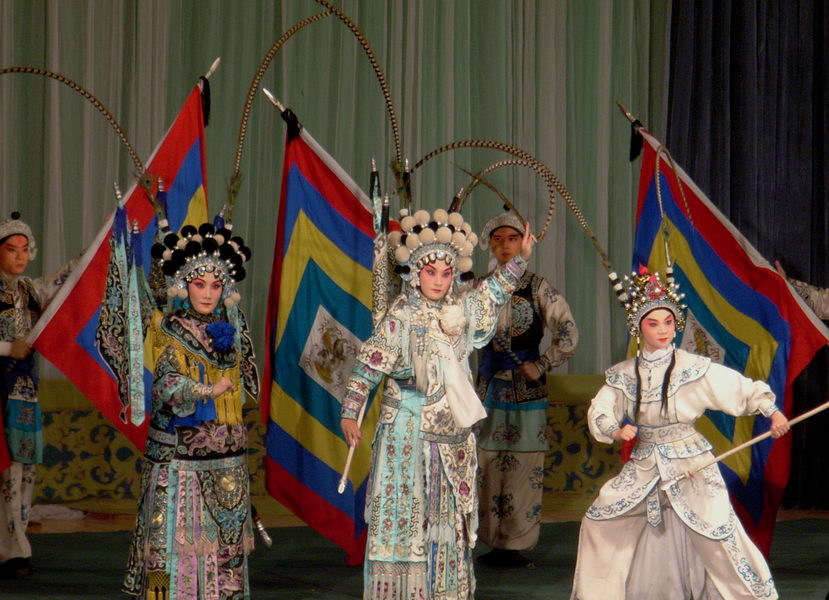
京剧中杨文广成了穆桂英的儿子，在她的带领下驰骋沙场，但历史中的情况完全不同（左：杨七娘，中：穆桂英，右杨文广）

楊文廣的妻子为慕容氏。慕容氏屬鮮卑族。據《保德州志》載，「楊文廣娶慕容氏，善戰。」據杨文广堂兄楊琪(楊重勛之孫)的墓志銘，杨琪亦娶慕容氏為妻。至於楊文廣所娶的這位善戰的慕容氏，其實就是楊家將故事中的穆桂英（惟穆氏的夫婿成了傳說人物楊宗保，而原本的夫婿楊文廣則成了她的儿子）。穆為慕容之誤。
熊大木小说《杨家将演义》中杨文广是杨延昭之子、杨业之孙，而小说《杨家府演义》中楊文廣是楊家將第四代人物，父母是正史上不存在的楊宗保、穆桂英。